# Sant Jordi 2020
La diada de Sant Jordi de 2020 se celebrà el dijous 23 d'abril. Fou un Sant Jordi atípic, ja que es va celebrar enmig de la crisi sanitària causada per la COVID-19. Com que durant la pandèmia i en el context de l'«estat d'alarma» del govern espanyol la gent havia d'estar confinada a les seves llars, no es va poder celebrar de la manera tradicional, i gran part de l'activitat es va desenvolupar a Internet i a les xarxes socials, amb la venda de llibres i de roses a través de la xarxa, amb conferències virtuals entre escriptors, etc.

## Decoració de balcons
Des de diverses entitats es va promoure la decoració dels balcons amb manualitats que representaven roses i dracs. També es va fer una crida a penjar la senyera, com és tradicional per Sant Jordi, i a penjar l'estelada.

## Dia del llibre
No es va poder celebrar al carrer ni muntar les parades de llibres, ja que tots els comerços estaven tancats. Malgrat el confinament, des de les llibreries, editorials i entitats culturals com Òmnium Cultural es va organitzar una plataforma anomenada LlibreriesObertes.cat, consistent a comprar els llibres a llibreries habituals virtualment i recollir-los un cop acabat el confinament. durant el dia de Sant Jordi, llibreries obertes van vendre 25.000 llibres. Això va suposar una facturació de gairebé 1 milió d'euros. En els últims anys s'havien venut 1.640.000 llibres i s'havia fet una facturació de 20 milions.

## Roses
Es van obrir diferents portals on comprar roses en línia i amb entrega a domicili. També es podien comprar en alguns supermercats. Es va fer una venda de 300.000 roses, xifra que no arriba ni al 5% de la venda en un Sant Jordi habitual.